# Skenstaviken
Skenstaviken är en sjö i Söderhamns kommun i Hälsingland och ingår i Norralaåns huvudavrinningsområde. Sjön har en area på 0,39 kvadratkilometer och ligger 4,8 meter över havet. Sjön avvattnas av vattendraget Norralaån (Trönöån).

## Delavrinningsområde
Skenstaviken ingår i det delavrinningsområde (680473-156580) som SMHI kallar för Utloppet av Skenstaviken. Medelhöjden är 17 meter över havet och ytan är 5,26 kvadratkilometer. Räknas de 60 avrinningsområdena uppströms in blir den ackumulerade arean 298,5 kvadratkilometer. Avrinningsområdets utflöde Norralaån (Trönöån) mynnar i havet. Avrinningsområdet består mestadels av skog (53 procent), öppen mark (15 procent) och jordbruk (19 procent). Avrinningsområdet har 0,39 kvadratkilometer vattenytor vilket ger det en sjöprocent på 7,4 procent.